# Henrique Burnay, 1.º Conde de Burnay
Henrique Burnay, 1.º conde de Burnay CvC • ComNSC • GCSG (Mártires, Lisboa, 7 de Janeiro de 1838 – Mártires, Lisboa, 29 de Março de 1909) foi um capitalista, empresário e político português do século XIX. A sua vida interligou-se com muitas personalidades do mundo da finança e da política, em Portugal e no estrangeiro.
Era conhecido, na imprensa da época, por "O Senhor Milhão", tendo estado no centro de várias polémicas devido ao papel de relevo que desempenhou na vida económica do país. Foi caricaturado por Rafael Bordalo Pinheiro.

## Biografia
Nasceu em Lisboa, na freguesia de Nossa Senhora dos Mártires, no primeiro andar da rua de S. Paulo, n.º 12, filho de Henry Burnay, médico, e de Lambertine Agrèes Josephine Forgeur, oriundos da Bélgica. Era irmão de Eduardo Burnay, nascido em 3 de Julho de 1853 e falecido a 8 de Dezembro de 1924, médico e lente na Universidade de Lisboa, membro da Academia das Ciências de Lisboa, presidente de Conselho de Administração da Companhia dos Tabacos e do Conselho Fiscal do Banco de Portugal, vice-governador do Crédito Predial, administrador da Companhia dos Caminhos de Ferro da Beira Alta e do Jornal do Comércio e das Colónias.
Henrique Burnay começou a trabalhar no escritório da firma comercial João Baptista Burnay, estabelecida em Lisboa pelo seu avô, Jean-Baptiste Burnay, e desta firma passou para a casa Carlos Kruz & Cia. Em 1865, participou na Exposição Internacional do Palácio de Cristal, no Porto, com o seu sócio Heitor Guichard, com quem havia de fundar a empresa Burnay & Guichard. Fundou, em 1875, a Henry Burnay & Cia. empresa que desempenhou um importante papel na cena económica portuguesa da altura.

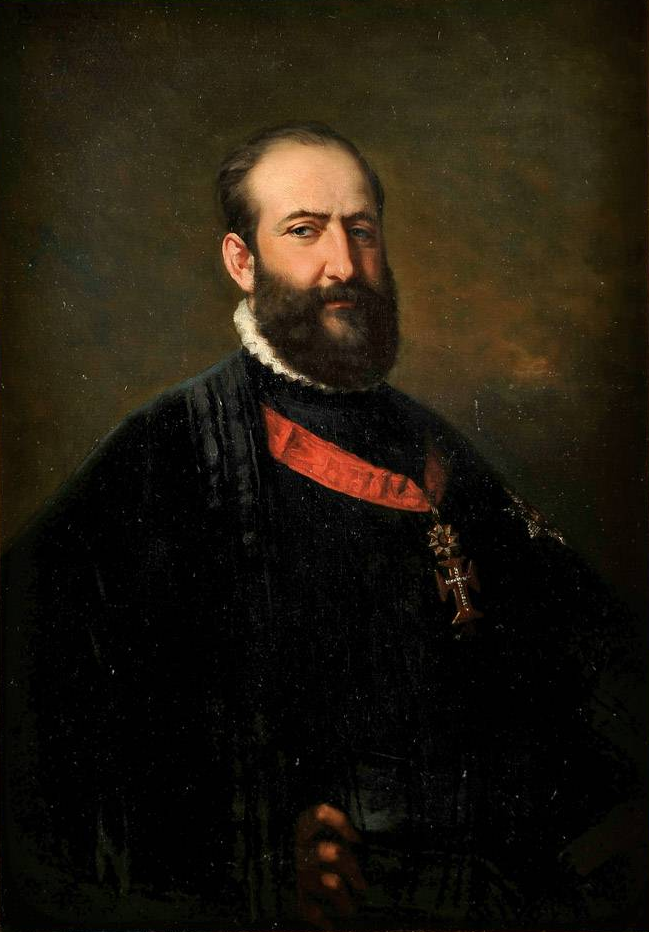
Retrato de Henrique Burnay com insignias da Ordem de Cristo (c.1880–1883), por Ladislaus Bakalowicz (1833–1903).

Procedeu a investimentos de grande vulto, entre os quais sobressaem a polémica intervenção na Companhia dos Tabacos, de que viria a obter o monopólio e a participação na exploração de várias redes ferroviárias, com a Real Companhia dos Caminhos de Ferro Portugueses e de redes marítimas, para transporte de produtos de importação e exportação. Em 1891, após o ultimato britânico, conseguiu exportar vinho do Porto para Londres. Interveio, entre outras actividades, na exploração dos Grandes Armazéns Hermínios, Grande Hotel Central, e da Casa Havaneza, em Lisboa; Companhia de Navegação Tétis, Sindicato Portuense, Empresa Industrial Portuguesa que irá fornecer, posteriormente, material bélico aos aliados durante a Primeira Guerra Mundial, companhias mineiras e de exportação de produtos coloniais, em África, Fábrica de Vidros da Marinha Grande, Sociedade Torlades, Lisbon Electric Tramways Ltd., Jornal do Comércio e o Casino, hotéis e termas em Vernet-les-Bains, nos Pirenéus Franceses, nas actividades comerciais e financeiras e, igualmente, na indústria, mantinha uma relação próxima com as elites políticas.
Na legislatura de 1894, Burnay foi eleito deputado pelo círculo de Pombal, facto que deu origem a acesa discussão pública acerca da sua nacionalidade, apresentou as suas posições em discursos proferidos na Câmara dos Deputados. Em 1900 volta a ser eleito deputado, desta vez, por Setúbal, tendo presidido a festejos comemorativos (centenários de Camões, 1890; Pombal, 1882; Santo António, 1895), e participado em iniciativas de beneficência (fundou a Sociedade dos Albergues Nocturnos de Lisboa e a Vila de Santo António, em 1895, com escola e acomodações para os operários).

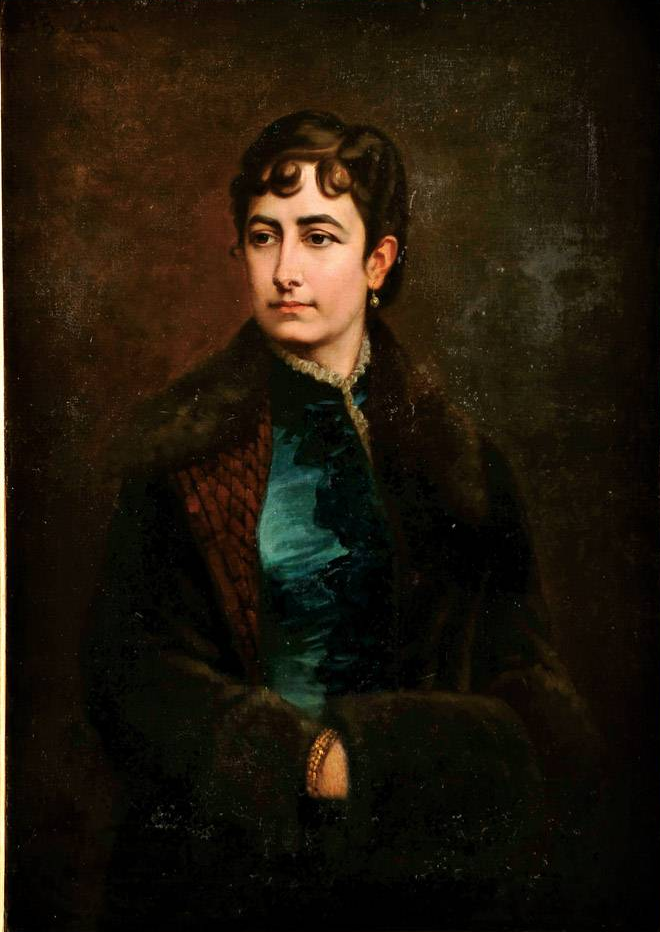
Retrato de D. Amélia Burnay, Condessa de Burnay (c.1880–1883), por Ladislaus Bakalowicz (1833–1903).

O Jardim Zoológico de Aclimação de Lisboa situava-se no parque do seu Palácio das Laranjeiras, onde hoje ainda se encontra. Ao mesmo tempo reunia, no Palácio da Junqueira, uma assinalável colecção de obras de arte.
Em 1863, casou com D. Maria Amélia de Carvalho, filha de Francisco Baptista de Carvalho e de D. Elisa Ferreira. Deste casamento nasceram nove filhos.
A 7 de Agosto de 1886, foi-lhe concedido, por D. Luís, o título de Conde de Burnay. Recebeu ainda condecorações de cavaleiro da Ordem de Cristo, de comendador da Ordem de Nossa Senhora da Conceição de Vila Viçosa e a grã-cruz da Ordem de São Gregório Magno, que lhe foi atribuída pelo papa Leão XIII.